# Agricultura regenerativa

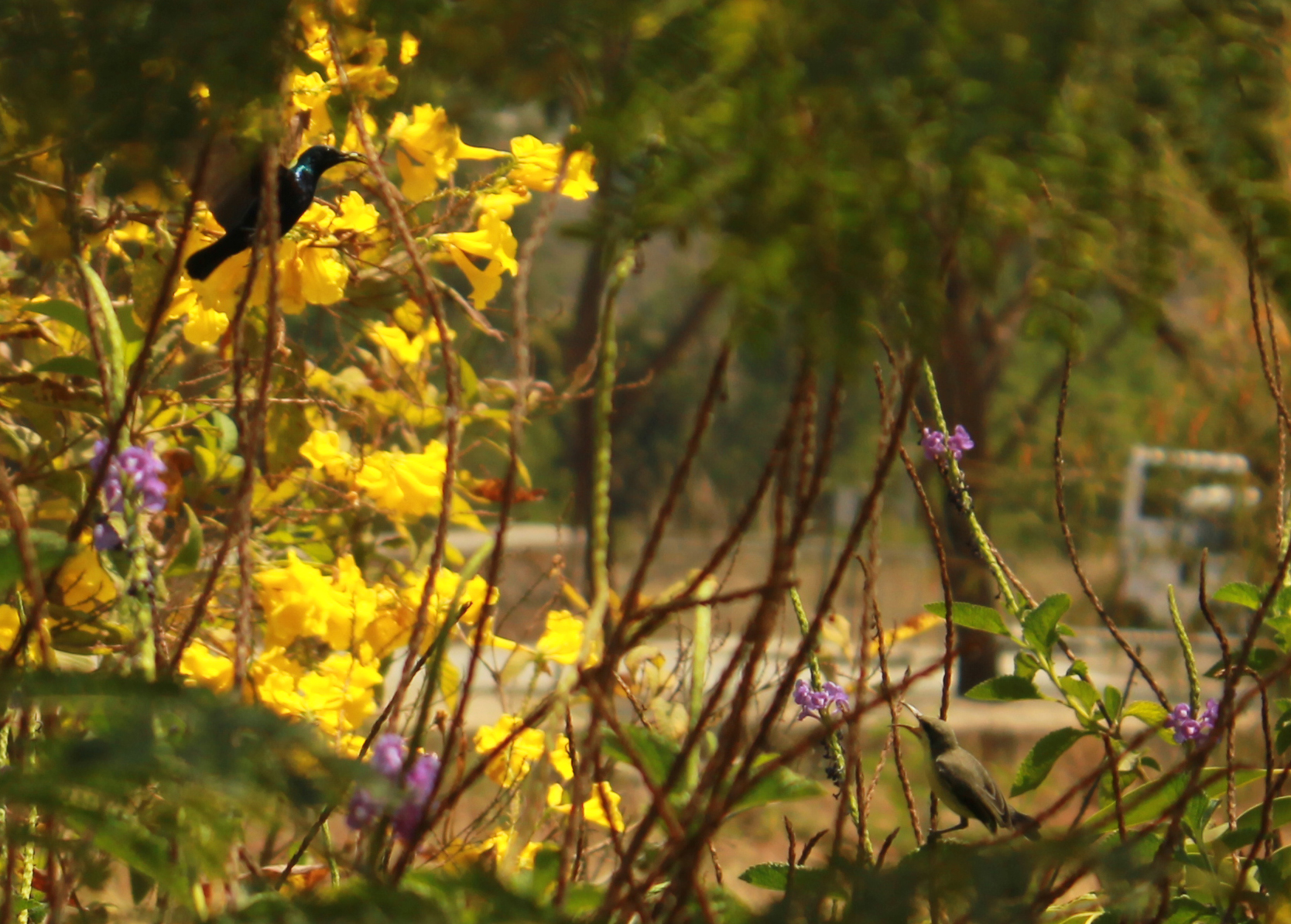
Biodiversidade

A agricultura regenerativa é uma abordagem de conservação e reabilitação dos sistemas alimentares e agrícolas. Ela se concentra na regeneração do solo fértil, no aumento da biodiversidade, na melhoria do ciclo da água, no aprimoramento dos serviços ambientais, no suporte ao sequestro de carbono, no aumento da resiliência às mudanças climáticas e no fortalecimento da saúde e vitalidade do solo agrícola.
A agricultura regenerativa não é uma prática específica. Em vez disso, os proponentes da agricultura regenerativa utilizam uma variedade de outras técnicas agrícolas sustentáveis em combinação. As práticas incluem a reciclagem da maior quantidade possível de resíduos agrícolas e a adiição de materiais compostados provenientes de fontes exteriores à fazenda. Em pequenas fazendas e hortas, a agricultura regenerativa é muitas vezes baseada em filosofias como permacultura, agroecologia, agrossivicultura, restauração ecológica, keyline design, e gestão holística. Em grandes fazendas, o uso dessas filosofias tende a ser menor e muitas vezes utiliza-se o "plantio direto"e / ou práticas de" redução de lavoura".
Na medida em que a saúde do solo melhora, os requisitos de insumos podem diminuir e os rendimentos das colheitas podem aumentar, pois os solos se tornam mais resistentes às condições meteorológicas extremas e abrigam menos pragas e patógenos.

## Origens

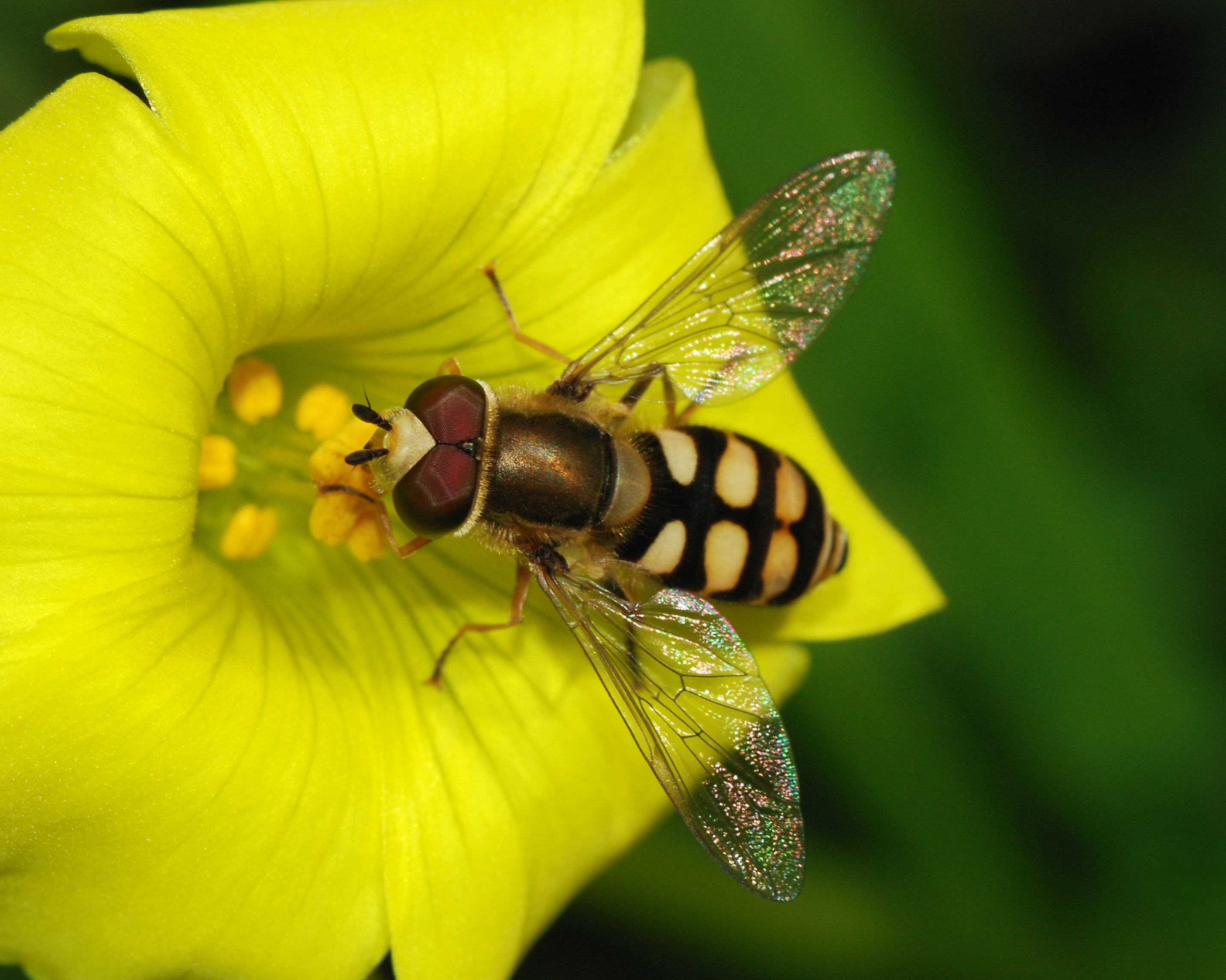
Mosca-das-flores trabalhando

A agricultura regenerativa é baseada em diversas práticas agrícolas e ecológicas, com ênfase particular na perturbação mínima do solo e na prática da compostagem. Maynard Murray teve ideias semelhantes, usando minerais marinhos. Seu trabalho levou a inovações nas práticas de plantio direto, como corte e adubo em regiões tropicais. O adubo de folhas é uma prática de agricultura regenerativa que sufoca as ervas daninhas e adiciona nutrientes debaixo do solo.
No início da década de 1980, o Instituto Rodale começou a utilizar o termo 'agricultura regenerativa'. A editora Rodale formou a Regenerative Agriculture Association, e começou a publicar livros sobre agricultura regenerativa entre 1987 e 1988.
Ao marcharmos com a bandeira da sustentabilidade estamos, na prática, continuando a nos privar de não aceitar objetivos desafiadores o suficiente. Não sou contra a palavra sustentável, em vez disso, sou a favor da agricultura regenerativa.—  Robert Rodale
No entanto, o instituto deixou de usar o termo no final dos anos 1980, aparecendo esporadicamente (em 2005 e 2008), até que em 2014, lançaram o White Paper intitulado "Regenerative Organic Agriculture and Climate Change". O resumo do artigo afirma: “poderíamos sequestrar mais de 100% das atuais emissões anuais de CO2 com uma mudança para práticas comuns e baratas de manejo orgânico, que denominamos de 'agricultura orgânica regenerativa'”. O artigo descreve práticas agrícolas, como rotação de culturas, compostagem e cultivo reduzido, que são semelhantes aos métodos de agricultura orgânica.
Em 2002, Storm Cunningham documentou o início do que ele chamou de "agricultura restaurativa" em seu primeiro livro, The Restoration Economy. Cunningham definiu a agricultura restaurativa como uma técnica que reconstrói a quantidade e a qualidade do solo superficial, ao mesmo tempo que restaura a biodiversidade local (especialmente polinizadores nativos) e a função da bacia hidrográfica. A agricultura restaurativa foi um dos oito setores das indústrias / disciplinas de desenvolvimento restaurativo na Economia da Restauração.

## Desenvolvimentos recentes

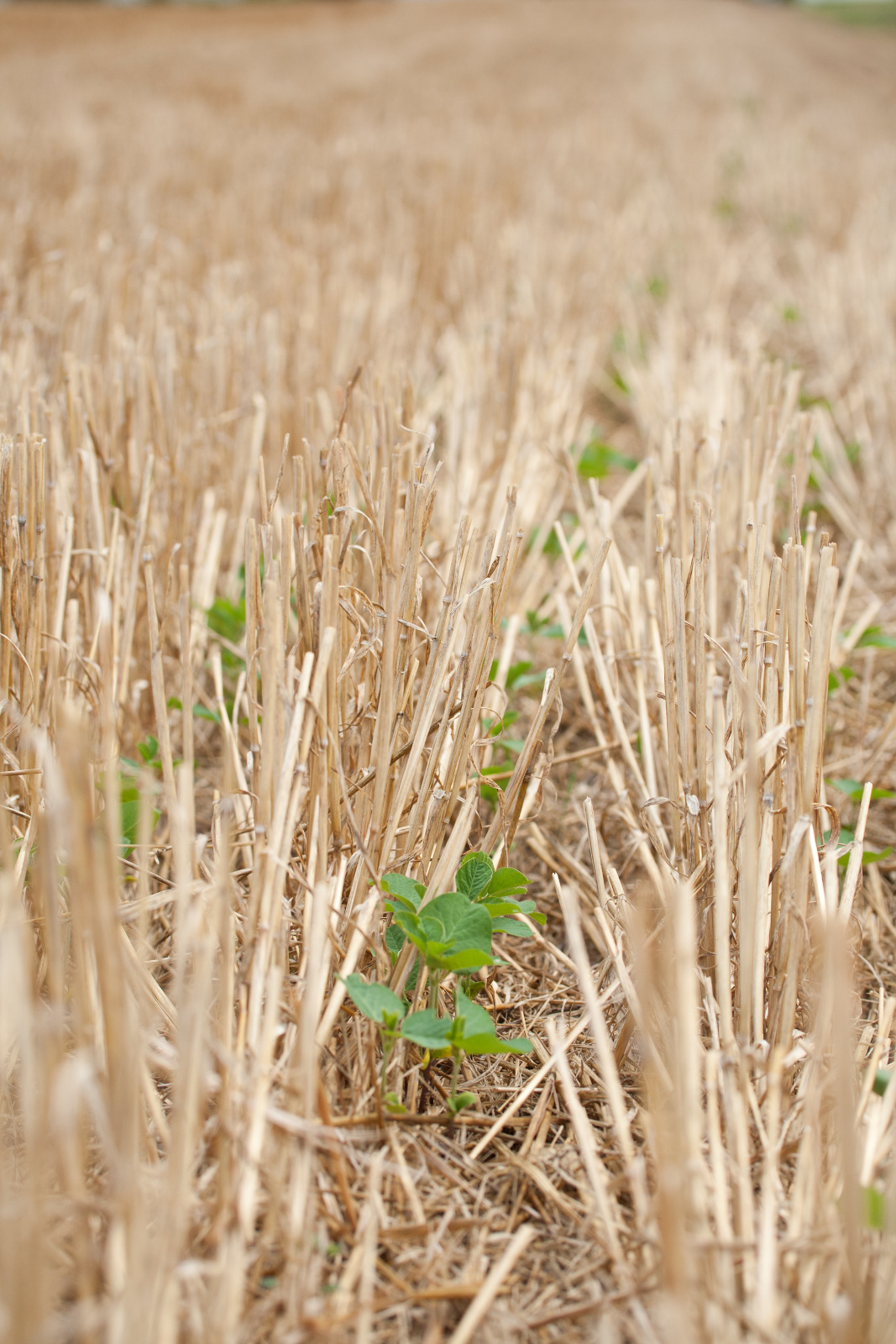
As plantas de soja recém-plantadas estão emergindo dos resíduos deixados em uma colheita anterior de trigo. Isso demonstra a rotação de culturas e o plantio direto

Embora o termo exista há décadas, a agricultura regenerativa tem aparecido cada vez mais em pesquisas acadêmicas do início até a metade de 2010 nas áreas de ciência ambiental, botânica e ecologia. Conforme se expande o uso do termo, muitos livros sobre o assunto  foram publicados e várias organizações começaram a promover técnicas de agricultura regenerativa. Allan Savory deu uma palestra TED sobre o combate e reversão das mudanças climáticas em 2013. Ele também fundou o The Savory Institute, que ensina os fazendeiros sobre métodos de gestão holística da terra. Abe Collins criou o LandStream para monitorar o desempenho das fazendas na pratica da agricultura regenerativa. Eric Toensmeier publicou um livro sobre o assunto em 2016. No entanto, pesquisadores da Universidade de Wageningen, na Holanda, descobriram que não há uma definição consistente do que as pessoas entendem a respeito do significado de  "agricultura regenerativa". Eles também descobriram que a maior parte do trabalho em torno deste tópico era, ao invéz disso, uma tentativa dos autores de moldar o que significava agricultura regenerativa.
A reNature é uma fundação inaugurada em 2018. Ela buscou corrigir a ideia de que a agricultura regenerativa é uma forma “nova” ou “revolucionária” de agricultura. Em seu relato da história da agricultura regenerativa, eles enfatizam que os povos indígenas desenvolveram muitas práticas regenerativas, como a permacultura, desde os tempos pré-modernos.
Em 2019, o Centro de Agricultura Regenerativa e Sistemas Resilientes da Univesidade do Estado da California, Chico foi formalmente aprovado por cumprir sua missão de "investigar, desenvolver, demonstrar e educar sobre práticas regenerativas abrangentes que restauram e aumentam a resiliência de formas de vida e comunidades. "
Desde 2019, os alunos da Iniciativa da Agricultura Regenerativa do Centro de Yale para Negócios e Meio Ambiente (CBEY) têm se envolvido em projetos que visam "inspirar e educar os tomadores de decisão a apoiar e investir em modelos agrícolas regenerativos."
Várias grandes corporações anunciaram iniciativas de uso da  agricultura regenerativa nos últimos anos. Em 2019, a General Mills anunciou um esforço para promover práticas de agricultura regenerativa em sua cadeia de abastecimento e pagou à Ong Kiss the Ground para realizar eventos educacionais sobre agricultura regenerativa em comunidades agrícolas que apóiam a General Mills. No entanto, o esforço recebeu críticas de experimentos acadêmicos e governamentais sobre sustentabilidade na agricultura. Em particular, a Gunsmoke Farm fez parceria com a General Mills para fazer a transição para práticas de agricultura regenerativa e se tornar um modelo de ensino para outros. Especialistas da área demonstraram preocupação com a agricultura agora mais prejudicada do que beneficiada, a agrônoma Ruth Beck afirmou que "o marketing ambiental está à frente do que os agricultores podem realmente fazer".
Em 2021, a PepsiCo anunciou que até 2030 trabalhará com os agricultores em sua cadeia de suprimentos para estabelecer práticas de agricultura regenerativa em seus aproximadamente 7 milhões de acres. Em 2021, a Unilever anunciou um amplo plano de implementação para incorporar a agricultura regenerativa em toda a sua cadeia de abastecimento. A VF Corporation, empresa controladora da The North Face, Timberland e Vans, anunciou em 2021 uma parceria com a Terra Genesis International para criar uma cadeia de suprimentos para sua borracha que vem de fontes que utilizam agricultura regenerativa. A Nestlé anunciou em 2021 um investimento de US $ 1,8 bilhão em agricultura regenerativa em um esforço para reduzir suas emissões em 95%.

## Política e princípios

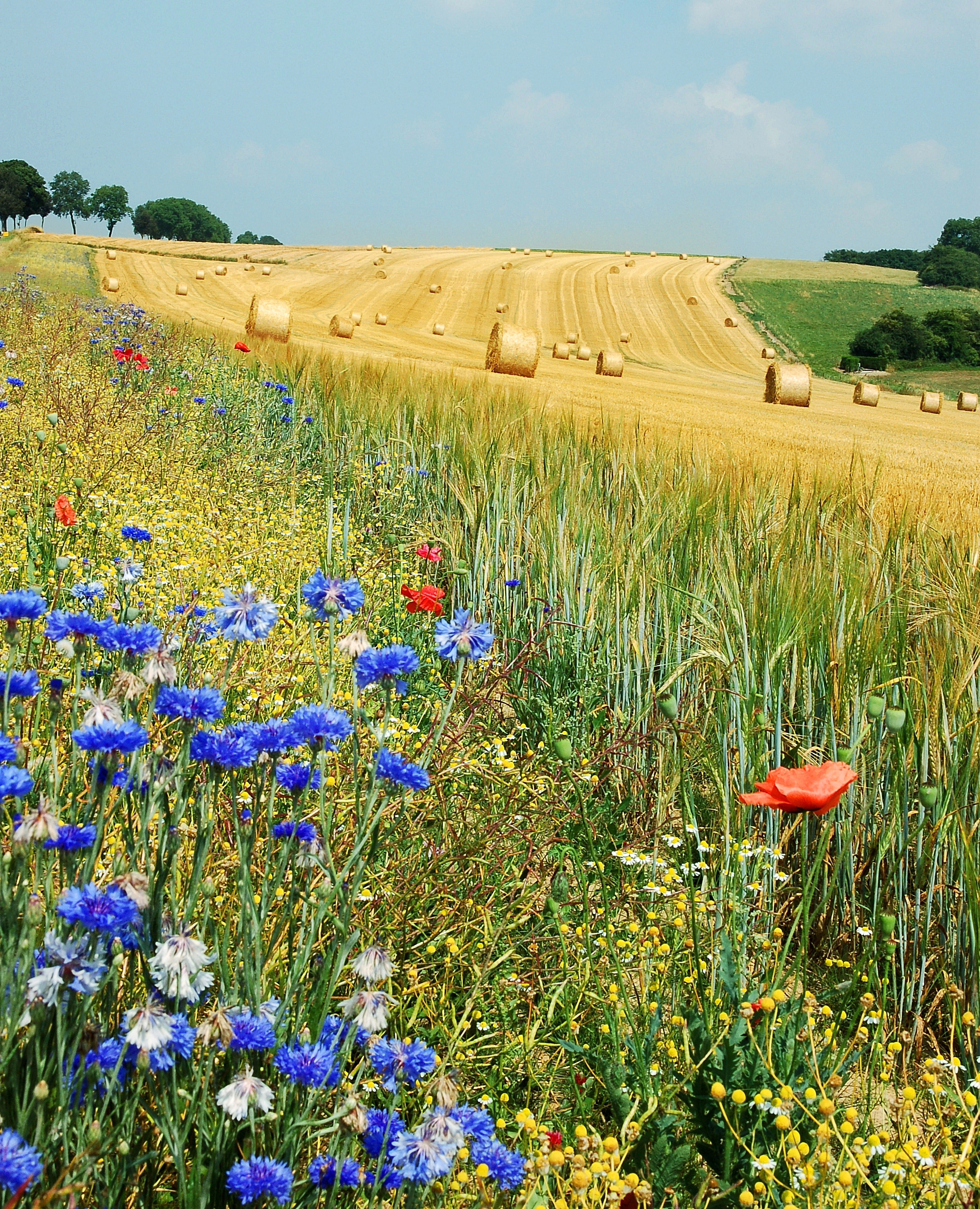
Campo Hamois Bélgica Luc Viatour

Em fevereiro de 2021, o mercado de agricultura regenerativa ganhou força depois que o secretário de Agricultura de Joe Biden, Tom Vilsack,  mencionou sobre o assunto durante sua audiência de confirmação do Senado. A administração de Biden quer utilizar US $ 30 bilhões das Corporações de Crédito de Commodities do USDA (Departamento de Agricultura dos Estados Unidos) para incentivar os agricultores a adotar práticas sustentáveis. Vilsack afirmou na audiência: "É uma grande ferramenta para criarmos o tipo de estrutura que informará nas futuras contas agrícolas sobre o que vai encorajar o sequestro de carbono, o que vai encorajar a agricultura precisa, o que vai encorajar a saúde do solo e práticas agrícolas regenerativas." Após este anúncio da administração de Biden, várias corporações nacionais e internacionais anunciaram iniciativas em agricultura regenerativa.
Durante a primeira audiência do Comitê de Agricultura da Câmara dos Deputados sobre as mudanças climáticas, Gabe Brown, um defensor da agricultura regenerativa, testemunhou sobre o papel da agricultura regenerativa na economia e na sustentabilidade da agricultura.
Existem vários indivíduos, grupos e organizações que tentaram definir quais são os princípios da agricultura regenerativa. Em sua revisão da literatura existente sobre agricultura regenerativa, pesquisadores da Universidade de Wageningen criaram um banco de dados de 279 artigos de pesquisa publicados sobre agricultura regenerativa. Sua análise desse banco de dados mostrou que as pessoas que usavam o termo agricultura regenerativa estavam usando princípios diferentes para direcionar os esforços da agricultura regenerativa.  Os 4 princípios mais consistentes foram: 1) melhoria e aumento da saúde do solo, 2) otimização da gestão de recursos, 3) atenuação das mudanças climáticas e 4) melhoria da qualidade e disponibilidade da água.

### Definições notáveis de princípios

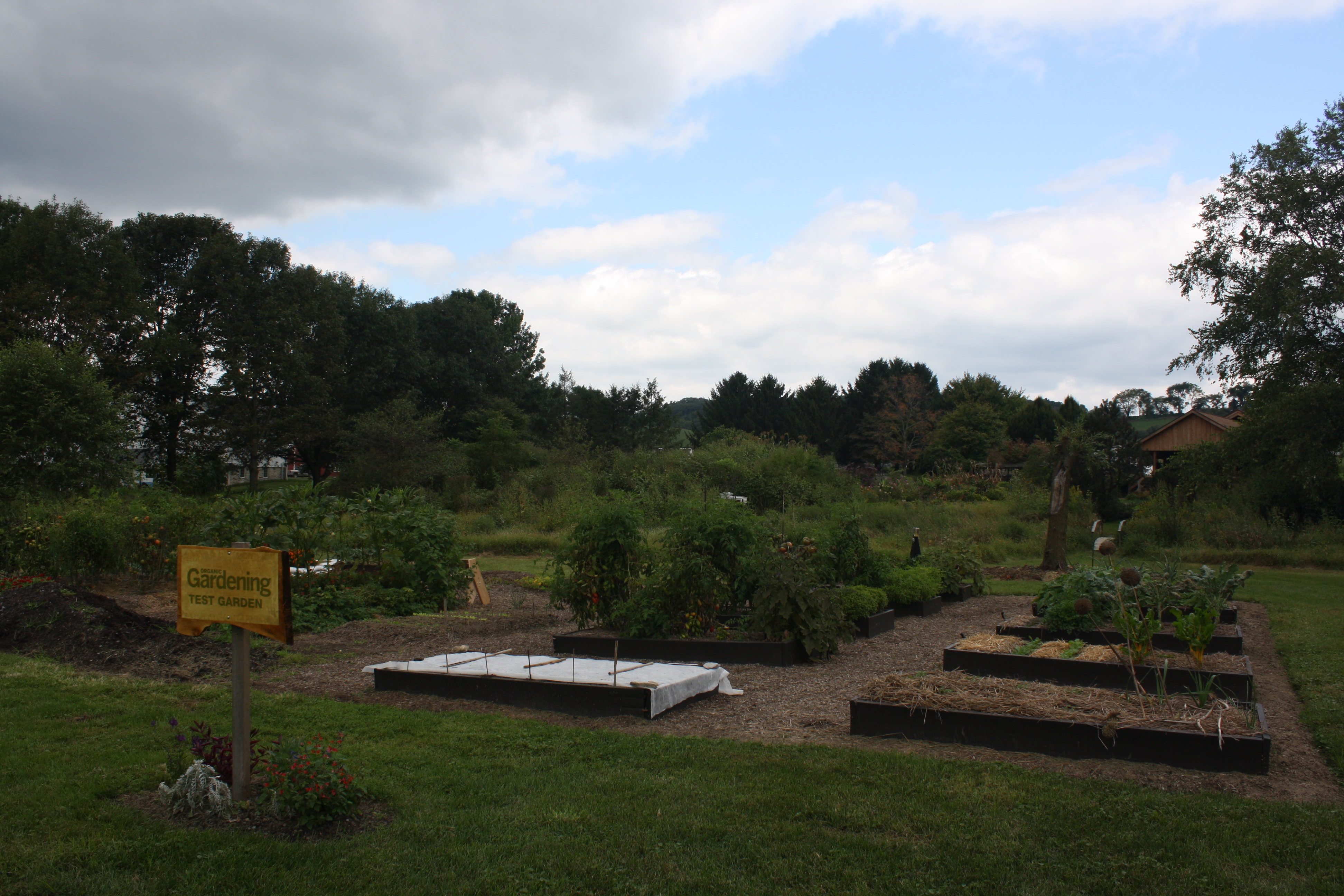
Instituto Rodale, horta de testes

A organização The Carbon Underground criou um conjunto de princípios que foram assinados por várias Ongs e corporações, incluindo Ben & Jerry's, Annie's e Rodale Institute, foram uma das primeiras organizações a usar o termo "Agricultura Regenerativa ". Os princípios que eles delinearam incluem aprimorar a saúde e fertilidade do solo, aumentar a percolação e retenção de água, aumentar a biodiversidade e a saúde do ecossistema e reduzir as emissões de carbono e os níveis atuais de CO2 .atmosférico
O grupo Terra Genesis International, com sede na Tailândia, e parceiro da VF Corporation em sua iniciativa à agricultura regenerativa, criaram um conjunto de 4 princípios, que incluem:
- "Melhorar progressivamente agroecossistemas inteiros (solo, água e biodiversidade)"
- "Criar designs específicos para o contexto e tomar decisões holísticas que expressem a essência de cada fazenda"
- "Assegurar e desenvolver relações justas e recíprocas entre todas as partes interessadas"
- "Crescer e desenvolver continuamente indivíduos, fazendas e comunidades para expressar seu potencial inato"

## Práticas
As práticas de agricultura regenerativa incluem, mas não estão limitadas a: 
- Design de permacultura
- Aquicultura[25]
- Agroecologia
- Agrossilvicultura[5]
- Cadeia alimentar do solo
- Pecuária: pastagem bem gerida,[7] integração animal  e pastagem gerida de forma holística
- Subsolagem de linha chave
- Agricultura de conservação, plantio direto, cultivo mínimo,  e pastagem de cultivo
- Cobertura de Colheita e Culturas de cobertura de múltiplas espécies
- Culturas orgânicas anuais  e rotações de culturas
- Compostagem, compostagem chá, esterco animal  e composto térmico
- Agricultura de sequência natural
- Pastagem do gado
- Policultura  e plantio de sucessão em tempo integral de semeações múltiplas e intercalares
- Fronteiras montadas para habitação de polinizadores e outros insetos benéficos
- Biochar / terra preta
- Aquicultura ecológica
- Culturas perenes
- Silvopastura
- Redes alternativas de alimentos (AFNs), comumente definidas por atributos como a proximidade espacial entre produtores e consumidores.[26]
- Hortas caseiras, para mitigar o efeito adverso da perda global e da volatilidade dos preços dos alimentos. Consequentemente, dá-se muita atenção às hortas caseiras como estratégia para aumentar a segurança alimentar e nutricional das famílias.[27]
- Replantação de vegetais, para reciclagem e vida sustentável.[28]

### Sequestro de carbono
As práticas agrícolas convencionais, como arar e lavrar, liberam do solo dióxido de carbono (CO 2 ) através da exposição da matéria orgânica à superfície e, assim, promovem a oxidação. Estima-se que cerca de um terço do total de ações antrópicas de CO 2 na atmosfera desde a revolução industrial veio da degradação da matéria orgânica do solo  e que 30-75% da matéria orgânica global do solo foi perdida desde o advento da agricultura baseada na lavoura. As emissões de gases de efeito estufa (GEE) associadas ao solo convencional e às práticas de colheita representam 13,7% das emissões antrópicas, ou 1,86 Pg-C y -1 . A criação de animais ruminantes também contribui com GEEs, representando 11,6% das emissões antrópicas, ou 1,58 Pg-C y -1 . Além disso, o escoamento e o assoreamento de grandes quantidades de água associadas às práticas agrícolas convencionais promovem a eutrofização e as emissões de metano.
Práticas de agricultura regenerativa, como plantio direto, pastejo rotacionado, rotação de culturas mistas, cultivo de cobertura e a aplicação de composto e esterco têm o potencial de reverter essa tendência. O plantio direto reintroduz o carbono de volta no solo à medida que os resíduos da colheita são pressionados durante a semeadura. Alguns estudos sugerem que a adoção de práticas de plantio direto pode triplicar o teor de carbono do solo em menos de 15 anos. Além disso, 1 Pg-C y -1, representando cerca de um quarto a um terço das emissões antropogênicas de CO 2, pode ser sequestrado pela conversão de terras agrícolas em sistemas de plantio direto em escala global.
O gerenciamento do pastoreio regenerativo, particularmente o manejo adaptativo de pastagens, tem mostrado uma redução na degradação do solo em comparação com o pastoreio contínuo e, portanto, tem o potencial de mitigar as emissões de carbono do solo. A rotação de culturas e a manutenção de culturas de cobertura permanente também ajudam a reduzir a erosão do solo e, em conjunto com o pastoreio adaptativo, podem resultar no sequestro de carbono .  Um estudo sugere que a conversão total da pecuária em práticas de pastoreio adaptativo, juntamente com cultivo de conservação, tem o potencial de converter as fazendas norte-americano em um sumidouro de carbono, sequestrando aproximadamente 1,2 Pg-C y -1 .  Durante os próximos 25–50 anos, o potencial de sequestro cumulativo é 30-60 Pg-C. A adição de adubos orgânicos e compostos aumenta ainda mais o carbono orgânico do solo, contribuindo assim para o potencial de sequestro de carbono.

### Ciclagem de nutrientes
A matéria orgânica do solo é o reservatório primário de nutrientes necessários para o crescimento das plantas, como nitrogênio, fósforo, zinco, enxofre e molibdênio. A agricultura convencional promove a rápida erosão e degradação da matéria orgânica do solo, esgotando os nutrientes para as plantas e, portanto, reduzindo a produtividade. A lavoura, em conjunto com a adição de fertilizantes inorgânicos, também destrói as comunidades microbianas do solo, reduzindo sua produção de nutrientes orgânicos.  Práticas que restauram a matéria orgânica podem ser usadas para aumentar a carga total de nutrientes do solo.  Por exemplo, o manejo regenerativo de animais ruminantes em agroecossistemas de cultivo misto e pastoreio tem demonstrado melhoraria na ciclagem de nutrientes do solo, encorajando o consumo e decomposição da biomassa residual da colheita e promovendo a recuperação de espécies de plantas fixadoras de nitrogênio. As práticas de manejo de culturas regenerativas, especificamente o uso de rotação de culturas para garantir a cobertura permanente do solo, têm o potencial de aumentar a fertilidade do solo e os níveis de nutrientes se as culturas fixadoras de nitrogênio forem incluídas na rotação.  A rotação de culturas e o pastejo rotativo também permitem que os nutrientes do solo se recuperem entre os períodos de crescimento e pastejo, aumentando ainda mais a carga total de nutrientes e sua ciclagem.

### Biodiversidade
As práticas agrícolas convencionais são geralmente entendidas como a simplificação dos agroecossistemas por meio da introdução de monoculturas e da erradicação da diversidade nas comunidades microbianas do solo por meio da fertilização química. Em ecossistemas naturais, a biodiversidade serve para regular a função do ecossistema internamente, mas em sistemas agrícolas convencionais, esse controle é perdido e requer níveis crescentes de insumos externos antropogênicos.  Em contraste, as práticas de agricultura regenerativa, incluindo policulturas, rotação de culturas mistas, cultivo de cobertura, manejo de solo orgânico e métodos de plantio direto ou de lavoura reduzida, mostraram aumento na diversidade geral de espécies, e também reduzem as densidades populacionais de pragas. Além disso, as práticas que favorecem os insumos orgânicos em vez dos inorgânicos auxiliam na restauração da biodiversidade subterrânea, melhorando o funcionamento das comunidades microbianas do solo. Uma pesquisa sobre agriculturas orgânicas e convencionais na Europa mostrou que, no geral, as espécies em diferentes táxons eram mais ricas e / ou abundantes em fazendas orgânicas em comparação com as convencionais, especialmente espécies cujas populações foram comprovadamente prejudicadas como resultado direto da agricultura convencional.

## Crítica
Alguns membros da comunidade científica têm criticado como exageradas e não comprovadas com evidências algumas das declarações feitas pelos defensores da agricultura regenerativa.

Um dos proeminentes defensores da agricultura regenerativa, Allan Savory, afirmou em sua palestra no TED que o pastoreio holístico poderia reduzir os níveis de dióxido de carbono aos níveis pré-industriais em um período de 40 anos. De acordo com a Ciência Cética:
“não é possível aumentar a produtividade, aumentar o número de cabeças de gado e armazenar carbono usando qualquer estratégia de pastoreio, muito menos Gestão Holística [. . . ] Estudos de longo prazo sobre o efeito do pastejo no armazenamento de carbono no solo já foram feitos antes e os resultados não são promissores. [. . . ] Devido à natureza complexa do armazenamento de carbono nos solos, aquecimento global, risco de desertificação e emissões de metano da pecuária, é improvável que o Gerenciamento Holístico, ou qualquer técnica de gerenciamento, possa reverter as mudanças climáticas."
De acordo com um estudo em 2016 publicado pela Swedish University of Agricultural Sciences, a taxa real em que a melhoria do manejo do pasto poderia contribuir para o sequestro de carbono é sete vezes menor do que as afirmações feitas por Savory. O estudo concluiu que a gestão holística não pode reverter as mudanças climáticas. Um estudo feito pela Food and Climate Research Network em 2017 concluiu que as alegações de Savory sobre o sequestro de carbono são "irrealistas" e muito diferentes daquelas emitidas por estudos com revisão por pares.
Tim Searchinger e Janet Ranganathan expressaram preocupação sobre a ênfase nas "Práticas que aumentam o carbono do colo no nível de campo" porque "superestimar os ganhos potenciais de carbono do solo poderia minar os esforços para avançar na mitigação climática eficaz no setor agrícola." Em vez disso, Tim Searchinger e Janet Ranganathan defendem "preservar os enormes reservatórios existentes de carbono vegetativo e do solo nas florestas remanescentes e savanas lenhosas do mundo, aumentando a produtividade em terras agrícolas existentes (uma estratégia de preservação de terras) é o maior potencial prêmio de mitigação de mudanças climáticas da agricultura regenerativa e de outras práticas. A concretização desses benefícios requer a implementação de práticas de forma a aumentar a produtividade e, em seguida, vincular esses ganhos à governança e ao financiamento para proteger os ecossistemas naturais. Em resumo, produzir, proteger e prosperar são as mais importantes oportunidades para a agricultura."